# Graben (Gemeinde Oberhofen)
Graben ist ein kleiner Ort am Zeller- oder Irrsee in Oberösterreich und gehört zur Gemeinde Oberhofen am Irrsee im Bezirk Vöcklabruck.

## Geographie
Der Ort befindet sich 27½ Kilometer südwestlich von Vöcklabruck, 7½ Kilometer südöstlich von Straßwalchen, 3 Kilometer südlich des Gemeindehauptortes Oberhofen am Irrsee und 2½ Kilometer nördlich von Zell am Moos.
Das Rotte Graben liegt etwas erhöht über dem See, 400 Meter vom Ufer, auf um die 570 m ü. A. Höhe am Fuß des Schoibernbergs (883 m ü. A.). Hier fließt der Gabenbach vom Vorgipfel des Gommersberg (803 m ü. A.) dem See zu.
Die Ortslage Graben umfasst nur 4 Adressen, von denen eine (Unterschwand 27) schon zu Zell am Moos gehört. Sie liegen entlang der B154 Mondsee Straße (Straßwalchen/B1 nach Mondsee und zur A1). Am Seeufer befinden sich etliche Badehütten.
|                           | Laiter                                      | Berg                          |
| Fischhof Irrsee Wildeneck | Kompassrose, die auf Nachbargemeinden zeigt |                               |
|                           | Ramsau (Gem. Zell am Moos)                  | Nagendorf (Gem. Zell am Moos) |

## Infrastruktur und Natur
Die Mooswiesen am Irrsee-Ostufer zwischen Ramsau und Graben sind ein Teil des Naturschutzgebietes Irrsee-Moore. Die Irrseeufer gehören zu den besterhaltenen Naturräumen dieser Art im Salzkammergut. Dieses südliche Teilstück am Ostufers erfasst einige sehr wertvolle Niedermoor- und Steifseggenried-Flächen.
Durch den Ort führt die Talroute des Weitwanderwegs Via Nova (5. Teilstück Mattsee über Oberhofen – Mondsee und weiter St. Wolfgang). Ab Laiter geht die Markierung bis Ramsau an der B154, ein Weg führt aber auch bachaufwärts oberhalb über Laiter-Roid – Nagendorf. Von dort führt ein Weg Richtung Schweibern – Haslau und hinauf zu Gommersberg und Schoibernberg.

## Nachweise
- 41719 – Oberhofen am Irrsee. Gemeindedaten der Statistik Austria

1. ↑  Wolfgang Diewald, Thomas Eberl, Hartmut Friedl, Roland Kaiser, Veronika Schleier (Bearb.): Biotopkartierung Irrseemoore und Irrseeufer. Endbericht. Reihe Naturraumkartierung Oberösterreich, im Auftrag des Amtes der Oö. Landesregierung, Kirchdorf/Krems Mai 2013, insb. Kapitel 8.4.4 Irrsee E-Ufer (S), S. 71 (pdf, 13,2 MB; land-oberoesterreich.gv.at)